# Dolića Draga
Dolića Draga – wieś w Chorwacji, w żupanii splicko-dalmatyńskiej, w gminie Lokvičići. W 2011 roku liczyła 367 mieszkańców.